# Burgstall Schwarzgrub
Der Burgstall Schwarzgrub ist eine abgegangene Höhenburg, die sich im Ortsteil Schwarzgrub der Gemeinde Walding im Bezirk Urfahr-Umgebung des Landes Oberösterreich befindet. Sie liegt oberhalb des Heims der Barmherzigen Brüder (Schwarzgrub 28) auf dem sogenannten „Schlossbühel“. Der Burgstall steht unter Denkmalschutz (Listeneintrag).

## Geschichte
Eine Besiedlung zur Zeit der Urnenfelderkultur, die man durch Funde urgeschichtlicher Keramik schon früher vermutet hatte, wurde im Jahr 2019 nachgewiesen. Drei Holzkohleproben aus dem inneren Wall der Abschnittsbefestigungen stammen demnach mit einer Wahrscheinlichkeit von 95,4 % aus dem Zeitraum zwischen 1118 und 806 v. Chr.
Im Mittelalter dürfte ein um 1200 im Wilheringer Stiftsbuch genannter „Quidam nobiles homo Otto de grubeh“ hier gelebt haben. Damit kann mit Vorbehalten darauf geschlossen werden, dass die Befestigungsanlage mit Burg Grub angesprochen werden kann. Zudem ist aus der Darstellung von Veit Hager von Allentsteig von 1661 zu ersehen, dass die Burg in Massivbauweise errichtet wurde.

## Burgstall Schwarzgrub heute
Der Burgstall liegt auf einem zum Rodltal vorspringenden Ausläufer des Mursberges, wobei diese durch zwei Abschnittsgräben vom Hinterland abgeriegelt wurde. Im Vorfeld befindet sich ein weiterer Wallgraben, der gegen das Rodltal eine rechtwinkelige Umlenkung („Bastion“) aufweist. Mauerreste sind nicht mehr erkennbar. Im „Schlösserbuch des Hager von Allentsteig“ von 1661 war hier noch ein viereckiger Turm mit apsisförmigem Anbau erkennbar.

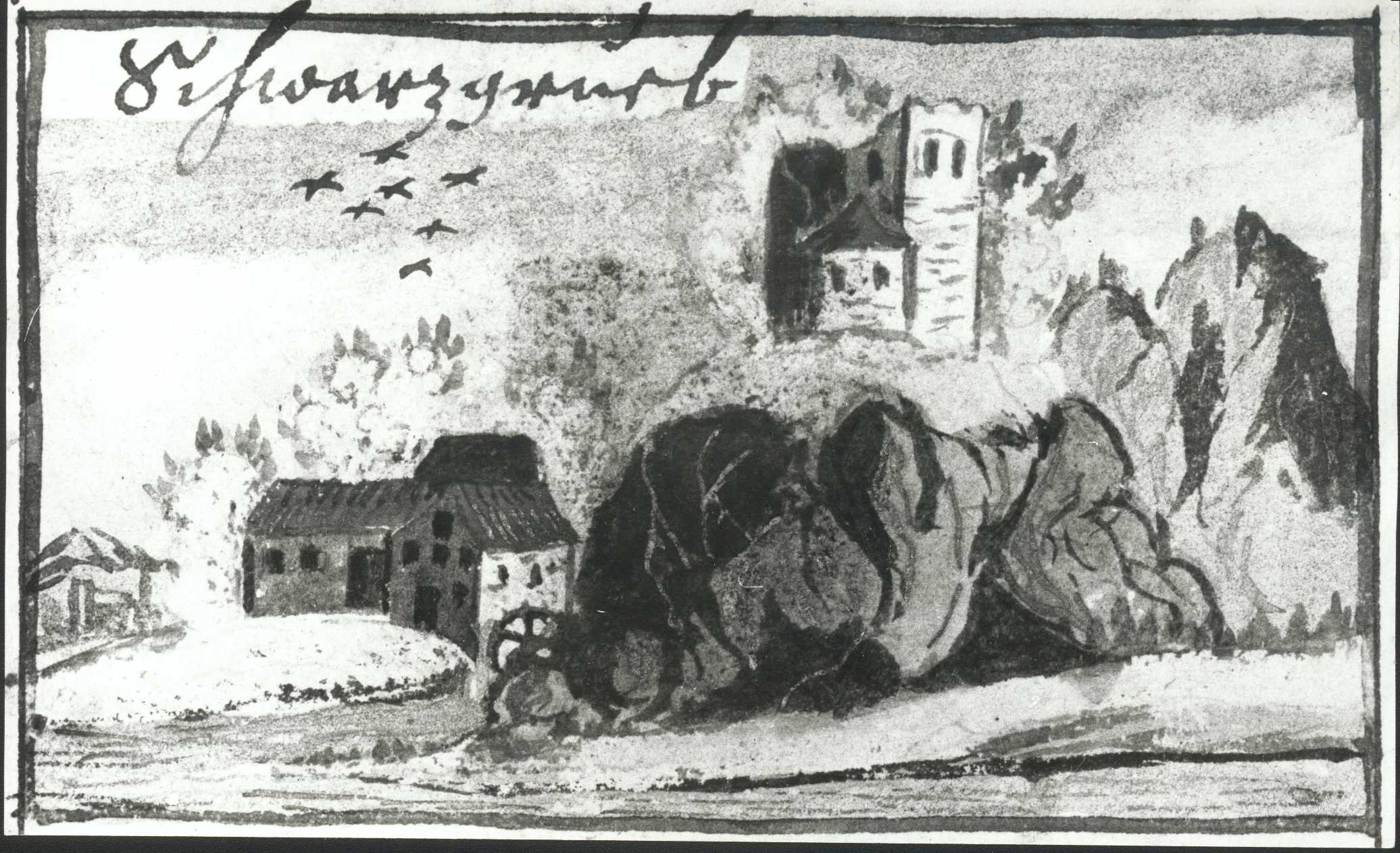
Burg Schwarzgrub nach dem Schlösserbuch von Veit Hager von 1661
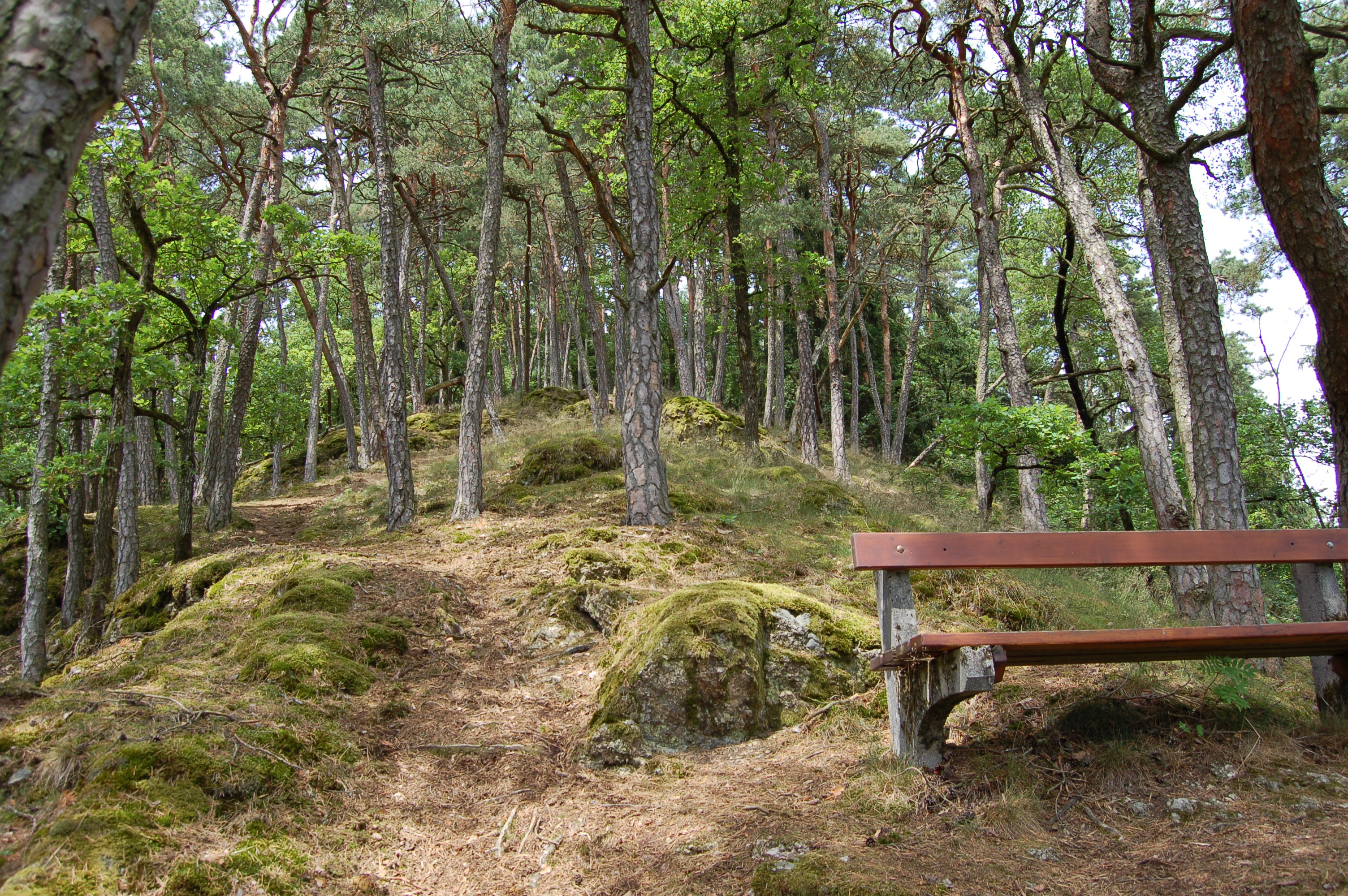
Schlossbühel Schwarzgrub
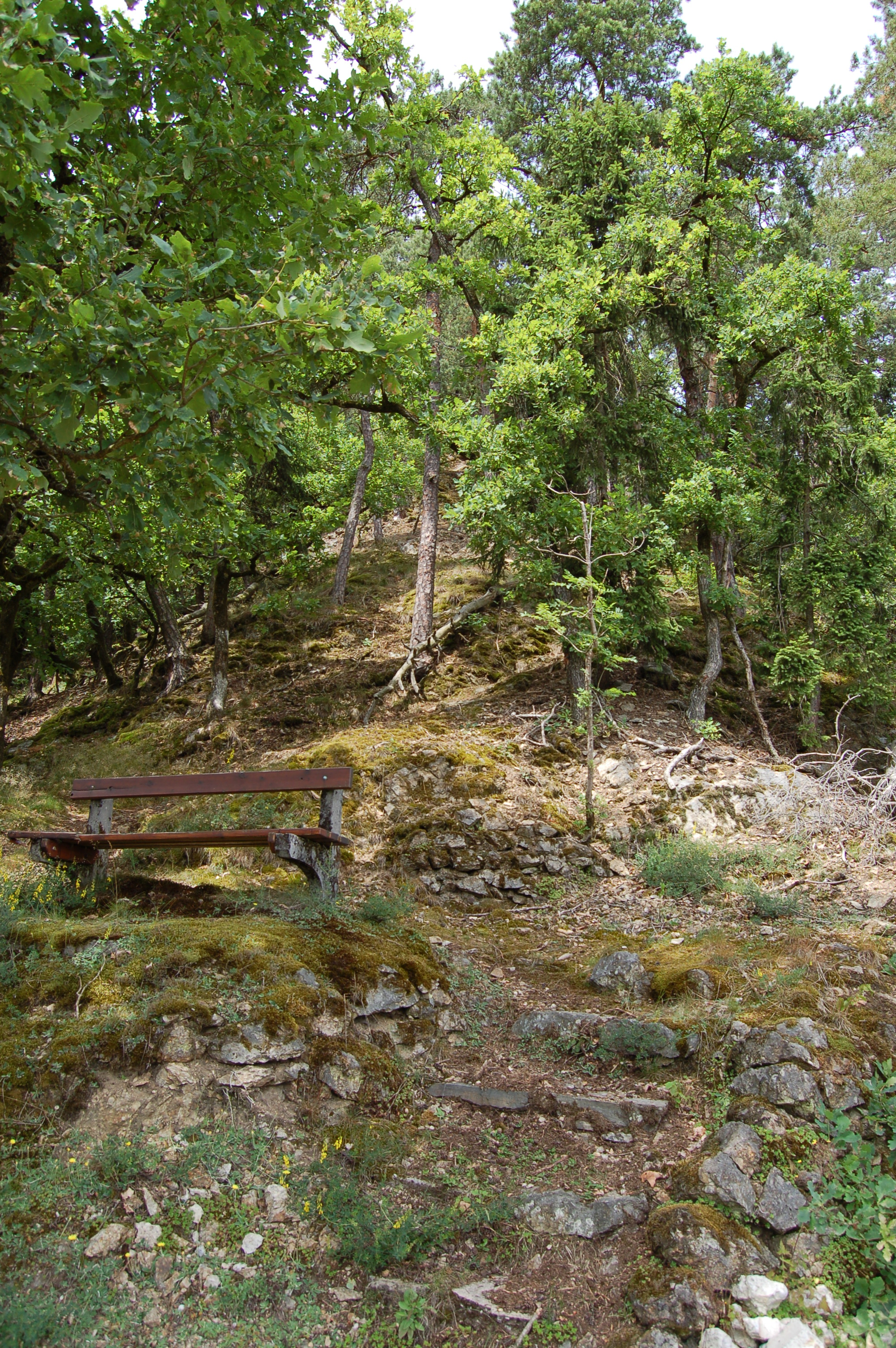
Schlossbühel Schwarzgrub
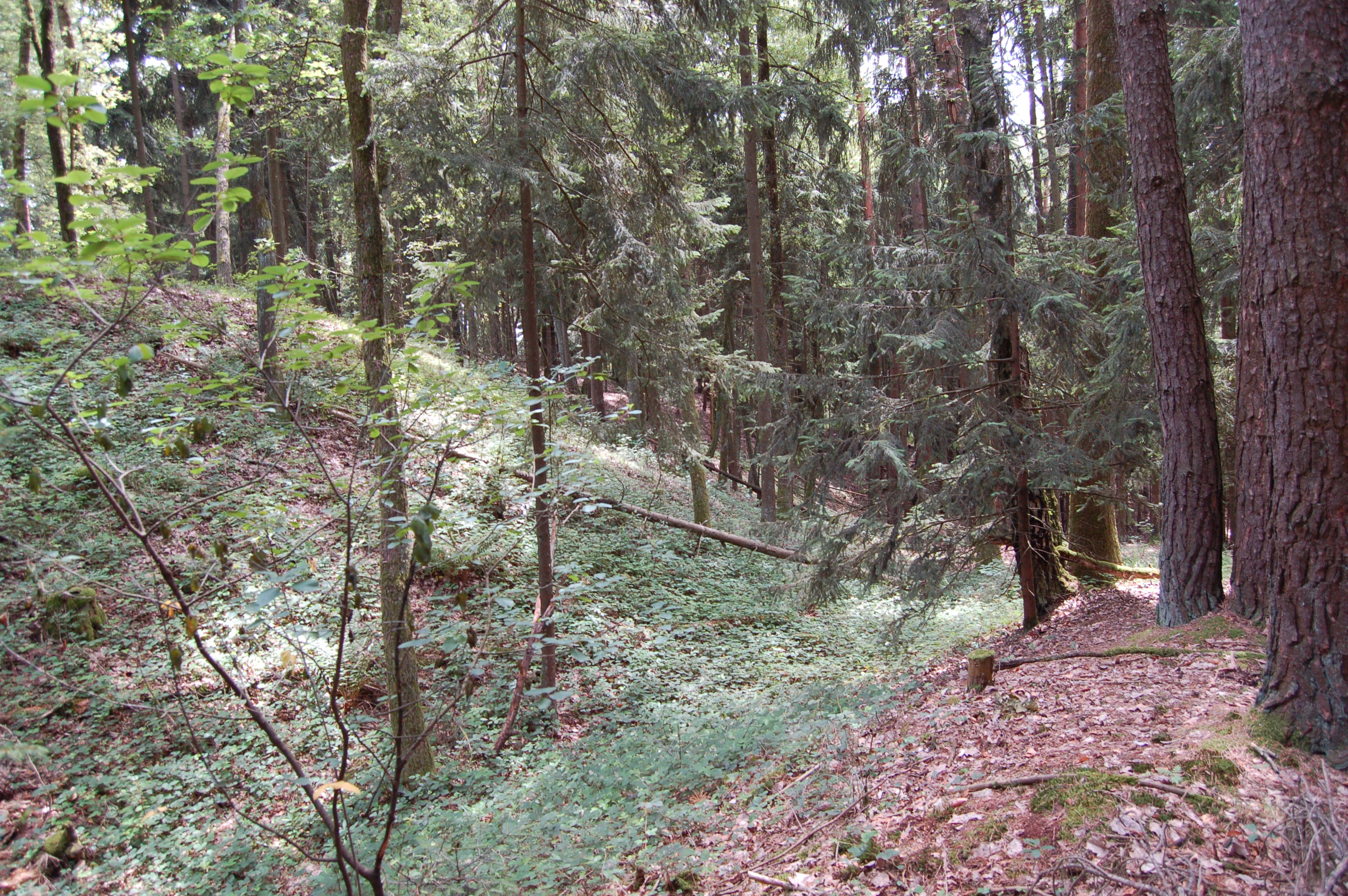
Schlossbühel Schwarzgrub